# Singsjön (Håsjö socken, Jämtland)
Singsjön är en sjö i Bräcke kommun i Jämtland och ingår i Indalsälvens huvudavrinningsområde. Sjön är 14 meter djup, har en yta på 5,82 kvadratkilometer och befinner sig 262 meter över havet. Sjön avvattnas av vattendraget Singsån (Prästån).

## Delavrinningsområde
Singsjön ingår i det delavrinningsområde (698769-152332) som SMHI kallar för Utloppet av Singsjön. Medelhöjden är 297 meter över havet och ytan är 31,27 kvadratkilometer. Räknas de 9 avrinningsområdena uppströms in blir den ackumulerade arean 99,11 kvadratkilometer. Singsån (Prästån) som avvattnar avrinningsområdet har biflödesordning 2, vilket innebär att vattnet flödar genom totalt 2 vattendrag innan det når havet efter 119 kilometer. Avrinningsområdet består mestadels av skog (59 procent). Avrinningsområdet har 5,82 kvadratkilometer vattenytor vilket ger det en sjöprocent på 18,6 procent.